# Monopeltis infuscata
Monopeltis infuscata är en ödleart som beskrevs av  Donald G. Broadley 1997. Monopeltis infuscata ingår i släktet Monopeltis och familjen Amphisbaenidae. Inga underarter finns listade i Catalogue of Life.